# Alexander Cornelis Noordhoek Hegt
Alexander Cornelis Noordhoek Hegt (Kampen, 14 oktober 1870 – Wassenaar, 19 oktober 1933) was een Nederlands ambtenaar belast met arbeidsinspectie in Nederlands-Indië en later hoofdambtenaar in Suriname.
In 1917 werd hij in Nederlands-Indië bevorderd van adjunct-inspecteur tot inspecteur van de arbeid met Soerabaja als standplaats. In 1922 werd hij lid van een commissie die werd ingesteld ter voorbereiding van een regeling van de rechtstoestand van Indische ambtenaren. In augustus 1924 werd hij, intussen hoofd van de arbeidsinspectie en op verlof in Europa, belast met de voorbereiding van de wervingsbepalingen om misbruik tegen te gaan en het bovendien voor werkgevers goedkoper te maken om werkkrachten te verkrijgen. In oktober 1928 volgde eervol ontslagen als chef van de arbeidsinspectie voor de buitengewesten in Nederlands-Indië terwijl hij op non-actief in Nederland verbleef.
In december 1928 werd Noordhoek Hegt in Suriname aangesteld als "Hoofdambtenaar ter beschikking van den Gouverneur". Hij zou zich daar bezighouden met de immigratiewetgeving van Suriname en op termijn mogelijk de waarnemend agent-generaal voor de Immigratie J. Boonacker opvolgen. Eind mei 1929 was het voorbereidend werk om de immigratiewetgeving te herzien bijna klaar. In diezelfde periode kreeg Boonacker vier maanden vrijstelling van dienst met vergunning zich in Nederland te mogen ophouden waarna hij in augustus van dat jaar in Nederland arriveerde. Hierop werd Noordhoek Hegt aangesteld als waarnemend agent-generaal.
Toen Noordhoek Hegt in januari 1932 verlof kreeg om naar Nederland te gaan en waarschijnlijk niet naar Suriname terug zou keren werd besloten hem niet te vervangen. Op 11 februari arriveerde hij in Nederland en in september van dat jaar werd het immigratie departement als zelfstandige afdeling van Algemeen Bestuur opgeheven. De diensten van dat departement werden in een afdeling van de Gouvernements-Secretarie ondergebracht waarna gouvernements-secretaris P. Kikkert op 1 januari 1933 tevens waarnemend agent-generaal werd.
Anderhalf jaar na aankomst in Nederland overleed Noordhoek Hegt op 63-jarige leeftijd.